# Bábolna (Magyarország)
Bábolna város Komárom-Esztergom vármegyében, a Komáromi járásban.

## Fekvése
Bábolna a Kisalföldön, a Igmánd–Kisbéri-medencében, Komárom-Esztergom vármegye nyugati szélén helyezkedik el Tatától 27, Nagyigmándtól 7, Kisbértől 18, Komáromtól 15, Győrtől 25 kilométerre.
- Tengerszint feletti magassága: 129 m – 156 m
- A város központjának tengerszint feletti magassága: 139 m
- Legnagyobb kelet-nyugat irányú kiterjedése: 7 km
- Legnagyobb észak-dél irányú kiterjedése: 6 km
- Határának hossza: 41 km

### Megközelítése
Legfontosabb közúti megközelítési útvonala az M1-es autópálya, amely néhány kilométerre északra húzódik tőle. A környező települések irányából négy számjegyű, alsóbbrendű utakon érhető el: Nagyigmánd és Bőny felől a 8136-os, Tárkány felől a 8146-os, majd a 8149-es, Ács felől pedig a 8151-es úton.
A hazai vasútvonalak közül keleti határszélén (központjától közel 6 kilométerre) halad el a Székesfehérvár–Komárom-vasútvonal, melyen legközelebbi vasúti csatlakozási lehetősége a Nagyigmánd-Bábolna vasútállomás Nagyigmánd belterületének nyugati részén.

## Nevének eredete
Magyarországon – Erdélyt kivéve – három Bábolna, illetve Babonya nevű hely létezett (Bihar, Borsod és Komárom vármegyében). A kora középkorban mindhárom a Koppán (Katapán) nemzetség birtoka volt.
A Komárom vármegyei Tolmabábolna előnevét a Koppán nemzetség Tolma nevű ősapjáról, vagy egy róla elnevezett későbbi családtagról kapta.

## Története
Bábolna első írásos említése 1268-ból ismert, ekkor Babuna, Tolma-Babuna néven említették, mint a Babunai család birtokát.
- 1297-ben az oklevelek említik az itt átvezető  Nagy-utat.
- 1328-ban Szent György tiszteletére szentelt templomát és Péter nevű papját említik az okiratok.
- 1526-ban Szerdahelyi Imrefi Mihály birtoka.
- 1568-ban Biay János, Sárközy Gáspár és János, Syesy János és Dallos János kapnak rá királyi adományt.
- 1635-ben Bőny Péter és Siesy János halála után Valticher Márké és Szapáry Andrásé lett.
- 1662-ben Csajághy Gergelyt és nejét, Konkoly Borbálát iktatják be Bábolna egyes részeibe.
- 1696-ban báró Szapáry Péter Iványos Miklós és érdektársai ellen birtokpert folytatott, majd később egész Bábolnát megszerezték a Szapáryak.
- II. József császár 1784. december 20-i rendeletében az országon belüli lótenyésztő központok felállítását sürgette, s Csekonics József (1754-1824) kőszegi születésű vértes lovassági kapitányt bízta meg a mezőhegyesi ménes megszervezésével, az országos lótenyésztés előmozdításával, s a hadsereg és Bécs város élelmezéséhez szükséges vágómarha szállítás közvetítésével.

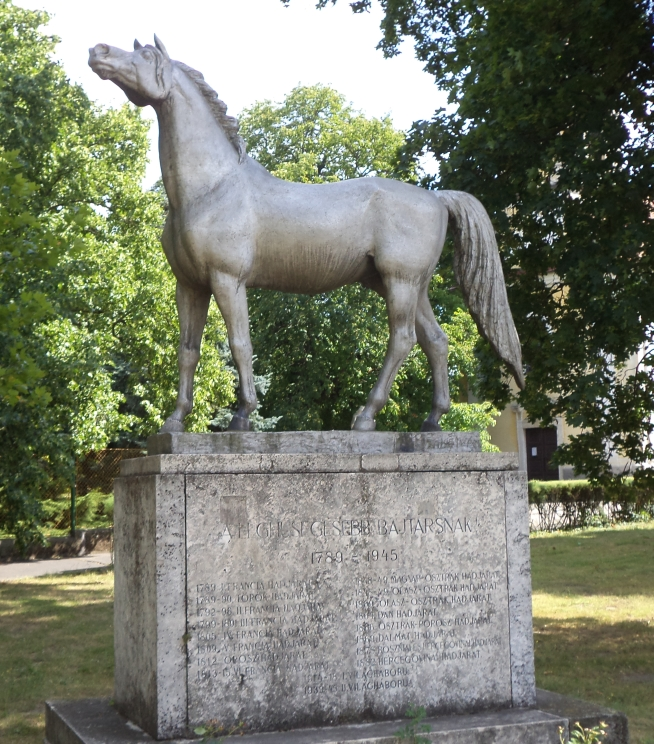
Szobor a leghűségesebb bajtársnak

Csekonics az Alföldön és Erdélyben összegyűjtött ökröket lábon hajtatta Bécs felé.
Az állatok lábonhajtásának nagy távolságai miatt szükség volt egy gyűjtőhelyről gondoskodni.
Erre a célra találták alkalmasnak a bécs–budai úgynevezett „Mészárosok Útja” mellett fekvő, jó legelővel rendelkező Bábolnát, amely ekkor Szapáry József tulajdona volt.
- 1789-ben az állam 450 000 arany forintért az állami ménesbirtok céljaira megvásárolta Bábolnát Szapáry Józseftől, s itt helyezték el a Bécsbe szánt ökrök egy részét is.

A háborús évek elmúltával megszűnt az ökörszállítás.
1789-től Bábolna mint a Mezőhegyesi ménes fióktelepe szerepelt. Csak 1806-ban önállósították, s 1816-ban kezdődött a rendszeres tenyésztés keleti vérben való lófajtákkal.
A magyar lótenyésztés a reformkor végére nemzeti üggyé vált.
1848. december 28-án közelében zajlott a bábolnai csata.
Az 1800-as évek végén, az 1900-as évek elején a kisbéri és bábolnai ménesbirtokokat a Lótenyésztés Mekkájaként emlegették, s Európa, sőt még a Távol-Kelet, különösen Japán lótenyésztői is felkeresték, tanulmányozták. 1919 nyarán román királyi csapatok vonultak be Budapest felől, és novemberig megszállva tartották a települést. A ménest elhajtották, azt teljesen újra kellett telepíteni.

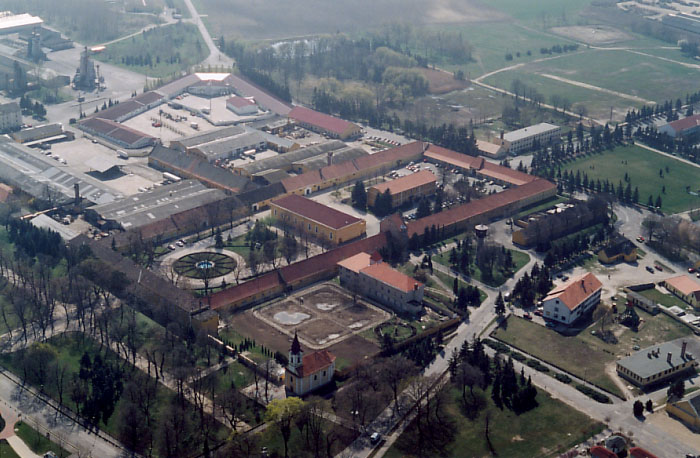
A város történeti épületegyüttese madártávlatból (2006)

- 1926-ban felszerelték az első telefonállomást.
- Az 1930-as években felépült a község protestáns temploma.
- 1945. március 27-én a Bécs felé menekülő németek nyomában bevonultak a településre a szovjet csapatok.[5]
- 1948. december 23-án megalakult a Bábolnai Állami Gazdaság.
- 1958-ban Bábolnapusztából önálló községgé vált a település.
- 1960-ban Burgert Róbert vette át a gazdaság irányítását. Vezetése alatt gyors fejlődés indult meg a településen. Sok új lakás épült, új utcák jöttek létre. A település lakóinak száma rövid idő alatt  megduplázódott.
- 1971-ben Bábolna nagyközség lett.
- 1973-ban az Állami Gazdaság Bábolnai Mezőgazdasági kombináttá alakult.
- 1982-ben hévízkutatási fúrások során a település területén fúrt kutakban 44 és 52 Celsius-fokos karsztvizet találtak.
- 1993-ban Bábolna levált a társközségekről, önálló közigazgatásúvá lett.
- 1995-ben a Bábolnai Rt. a volt tisztikaszinó épületét felújította, átalakította. Itt kapott helyet egy étterem, kávéház, és egy kiállítás, mely a ménesbirtok, s a két évszázados hagyományokra visszavezethető arabló-tenyésztés történetét mutatja be.
- 1998. október 18-án polgármesterré választották Horváth Klárát[6]
- 2001. augusztus 1-jén különvált a baromfitenyésztéssel foglalkozó Bábolna Rt. és az állami tulajdonú Nemzeti Ménesbirtok Kft. Utóbbinak a feladata az 1789-es alapítás óta felhalmozott eszmei örökség továbbvitele, a kastélyegyüttes, a ménesudvar és a lóállomány megőrzése.
- 2002-ben felépült a Sportcsarnok.
- 2003. július 1-jén Bábolnát városi rangra emelték.

## Közélete

### Polgármesterei
- 1990–1994: Kovács József (független)[7]
- 1994–1998: Kovács József (független)[8]
- 1998–2002: Kovácsné dr. Horváth Klára (független)[9]
- 2002–2006: Kovácsné dr. Horváth Klára (független)[10]
- 2006–2010: Dr. Horváth Klára (MSZP)[11]
- 2010–2014: Dr. Horváth Klára (független)[12]
- 2014–2019: Dr. Horváth Klára (független)[13]
- 2019–2024: Dr. Horváth Klára (független)[14]
- 2024– : Dr. Horváth Klára (független)[1]

## Népesség
A település népességének változása:
| Lakosok száma | 3774 | 3785 | 3789 | 3762 | 3441 | 3431 | 3397 |
|               | 2013 | 2014 | 2015 | 2021 | 2022 | 2023 | 2024 |

A 2011-es népszámlálás során a lakosok 88,9%-a magyarnak, 0,2% cigánynak, 0,7% németnek, 0,2% románnak, 0,2% szlováknak, 0,2% ukránnak mondta magát (10,9% nem nyilatkozott; a kettős identitások miatt a végösszeg nagyobb lehet 100%-nál). A vallási megoszlás a következő volt: római katolikus 41,1%, református 9,5%, evangélikus 1,7%, görögkatolikus 0,7%, felekezeten kívüli 17,8% (29% nem nyilatkozott).
2022-ben a lakosság 89,2%-a vallotta magát magyarnak, 0,5% németnek, 0,3% cigánynak, 0,2% románnak, 0,2% ukránnak, 0,1-0,1% lengyelnek, horvátnak, bolgárnak és szlováknak, 2,6% egyéb, nem hazai nemzetiségűnek (10,6% nem nyilatkozott; a kettős identitások miatt a végösszeg nagyobb lehet 100%-nál). Vallásuk szerint 27,4% volt római katolikus, 8,8% református, 1,4% evangélikus, 0,8% görög katolikus, 0,4% egyéb keresztény, 1,5% egyéb katolikus, 14,6% felekezeten kívüli (44,9% nem válaszolt).

## Nevezetességei

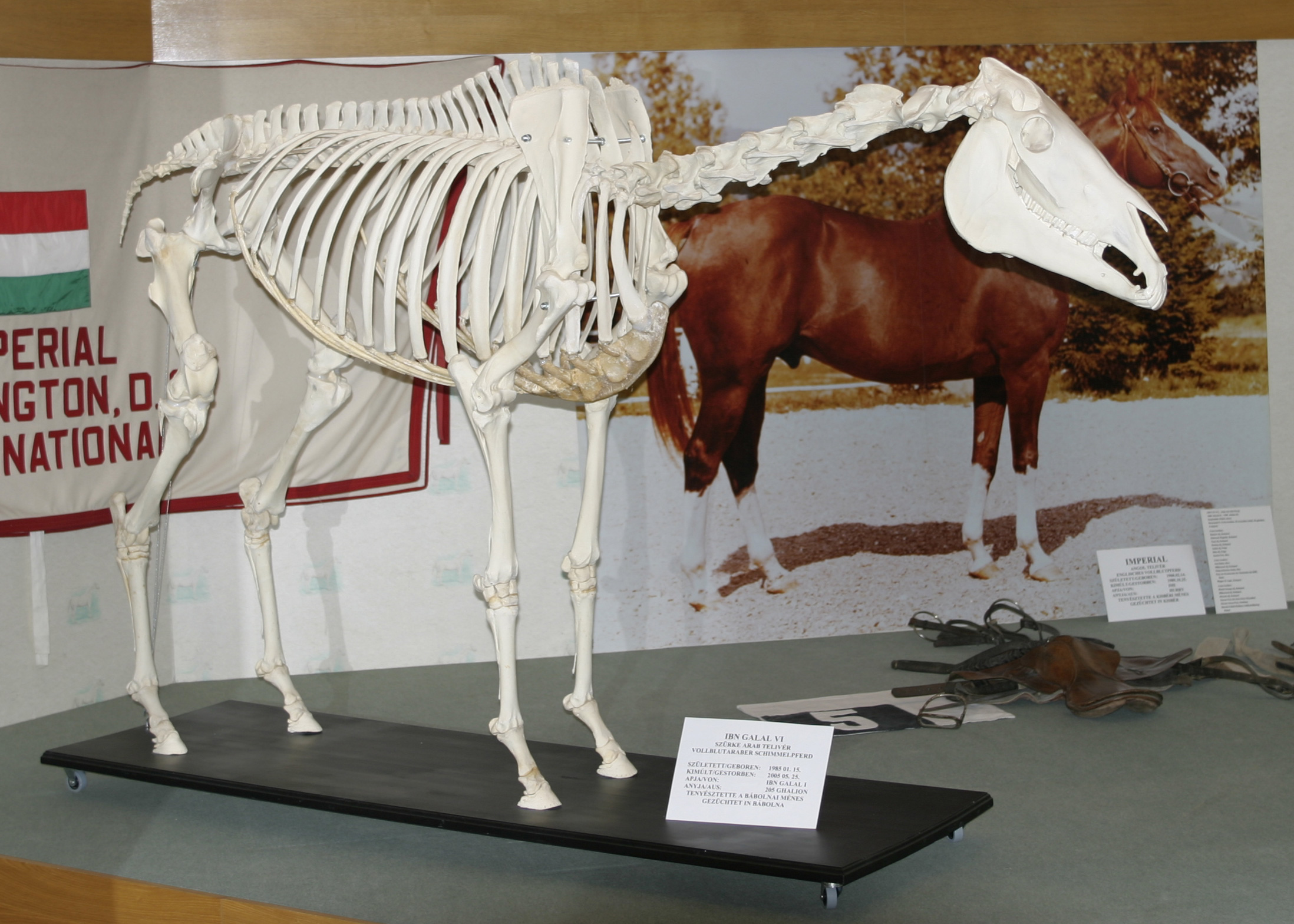
Ibn Galal VI csontváza a Lovasmúzeum kiállítótermében

- Római katolikus templomát az 1724. évi canonica visitatio már említi, de építésének ideje ismeretlen.[4]

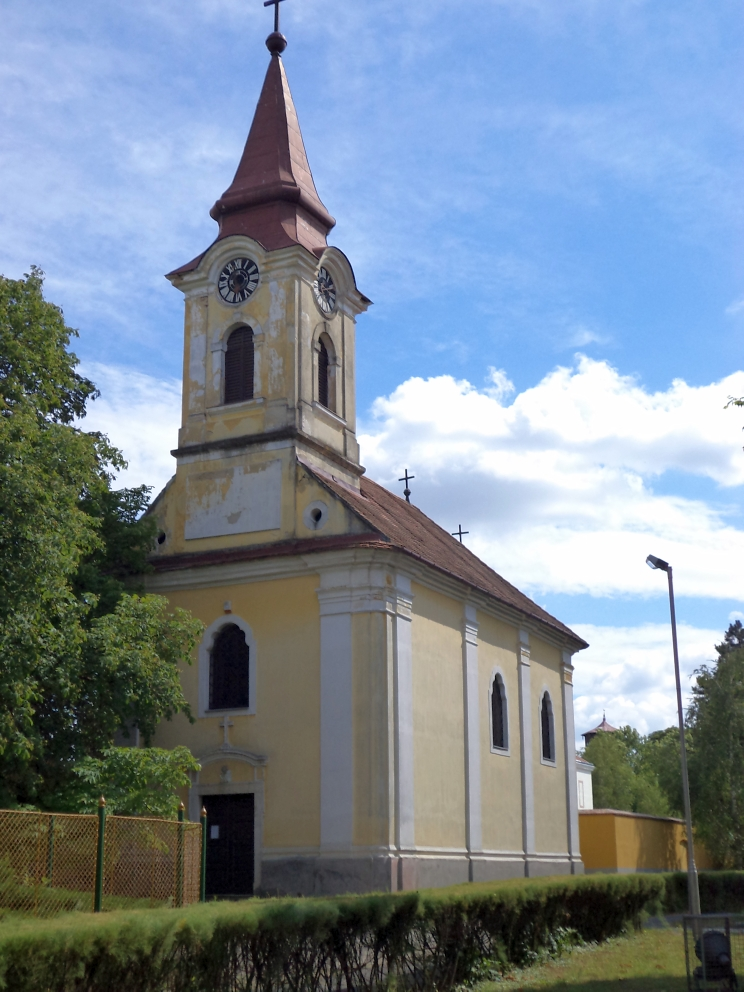
Nepomuki Szent János templom

- Szapáry-kastély, melyben ma a Bábolnai Nemzeti Ménesbirtok központja van. A barokk stílusú kastély Bábolna legrégebbi épülete, az 1700-as években épült U alakú udvarház. A kastélyt 1810-ben újjáépítették, ekkor építették az emeleti részt, alakították ki a jelenlegi formáját. A kastély kertjében található a Shagya lószobor, a híres öreg akácfa (melyet 1710-ben ültettek), a lovarda, a lóistállók híres arab ménekkel és az Imperiál Vendégház.
- Tiszti Kaszinó, amely eredetileg csárdának és fogadónak épült 1758-ban, de 1902-ben az akkori divat szerinti eklektikus stílusban tiszti kaszinónak  alakították át. 1995-ben a Bábolna Rt. felújította és reprezentatív kávéházat, éttermet és különtermeket alakított ki az épületben. Itt kapott helyet a ménesbirtok történetét bemutató múzeum is, amelyben iratok, térképek, könyvek, festmények, fotók, szerszámok, használati tárgyak és oklevelek láthatóak a ménesbirtok múltjáról. Korábban a tárlat részét képezte Imperiál, valamint Ibn Galal VI csontváza is. A lovasmúzeum egyik termében a két évszázados hagyományokra visszatekintő arabló-tenyésztés történetével ismerkedhet meg a látogató. A ménesbirtok latin és német nyelvű alapító levelétől a korabeli lószerszámokig számos érdekesség várja a lovak iránt érdeklődőket. A másik terem a rekordoké, ahol a Bábolnán tenyésztett lovak által a különböző versenyeken nyert díjak láthatók. Közülük a legértékesebbek Imperial nevéhez fűződnek.
- A Lovardát a napóleoni seregek dúlását (1809) követően építették. A méteres falak, a korábbi ménesbélyegzővel díszített üvegablakok, a tetőszerkezet művészi ács munkája, a kovácsoltvas csillárok és falikarok a néhány évvel ezelőtti felújítás eredményeként ma teljes pompájukban tekinthetők meg.
- Kocsimúzeum a ménesudvarban
- Hősök kapuja, amelyet a Lovardával szemben épített 1938-ban Pettkó-Szantner Tibor. A kapu egy Pozsony vármegyei kisváros, Modor kapujának másolata. Az átjáró falán lévő márványtáblák a '48-as szabadságharcban illetve az I. és II. világháborúban elesett bábolnai hősökre emlékeztetnek. 1968-tól a torony adott otthont a vadászmúzeumnak is, amely főleg Bábolna környékének élővilágát mutatta be. Már nem látogatható.
- Millenniumi emlékmű
- A településen található szobrok: Csekonics József, Burgert Róbert, Erdei Ferenc, Fadlallah El Hedad Mihály, Leghűségesebb bajtárs, Nepomuki Szent János, O-Bajan, Pettkó-Szandtner Tibor, Széchenyi István, Tessedik Sámuel, Ülő Nő, Magvető, Tóth János, Vaskakas, Shagya.
- A Bábolnai Arborétum és Állatparkot Dr. Burgert Róbert alapította. Az 500 különböző fajú növényből 335 lombos-, valamint 156 örökzöld fa- és cserjefaj látható benne. Egyik nevezetessége az 1965-ben ültetett mamutfenyő és a mocsári ciprus.[17]
- A Híres Lovak Emlékparkja elpusztult híres lovaknak állít emléket kopjafás sírhalmokkal.[18]
- A 175 férőhelyes Kamaraszínházat egy lóistállóból alakították ki 1982-ben.
- A bábolnai csata emlékműve az 1848. december 29-én Bábolna határában lezajlott csatának állít emléket. 1988-ban emelték.

## Híres emberek

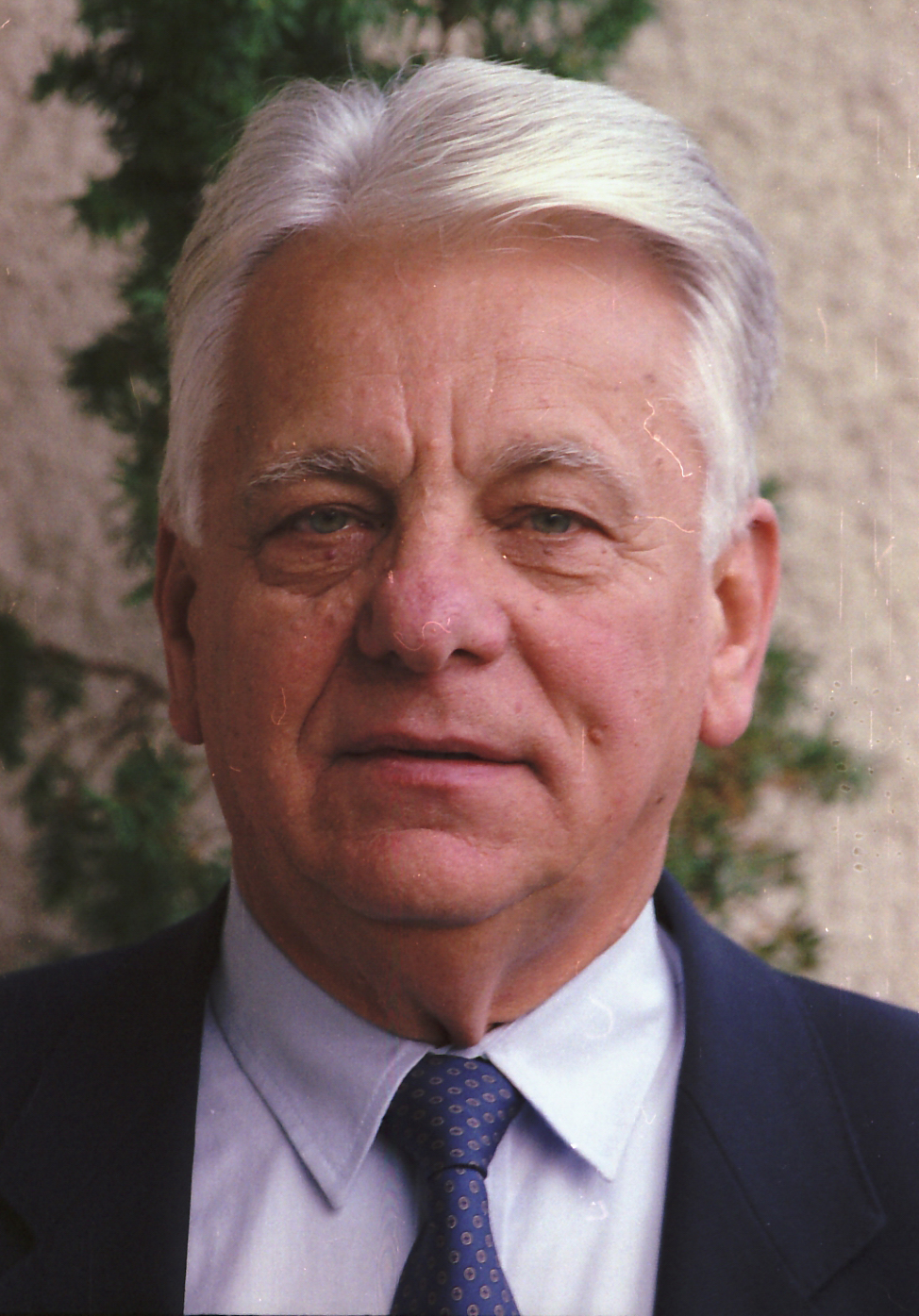
Burgert Róbert (1924 – 1999)

- Csekonics József császári és királyi generál főstrázsamester, a magyarországi lótenyésztés állami felvirágoztatója és a magyar állami ménestelepek megalapítója
- Burgert Róbert, a Bábolnai Állami Gazdaság volt vezérigazgatója
- Pettkó-Szandtner Tibor, volt ménesparancsnok
- Fadlallah el Hedad Mihály, szintén volt ménesparancsnok